# 마마다역
마마다역은(일본어: 間々田駅)은 일본 도치기현 오야마시에 있는 동일본 여객철도 도호쿠 본선의 역이다. 우쓰노미야 선 구간에 포함되어 있다.

## 타는 곳
| 1 | ■ 우쓰노미야 선    | (하행)             | 오야마 · 우쓰노미야 · 구로이소 방면      |
| 3 | ■ 우쓰노미야 선    | (상행)             | 오미야 · 우에노 방면                     |
| 3 | ■ 쇼난 신주쿠 라인 | (요코스카 선) 직통 | 오미야 · 신주쿠 · 요코하마 · 오후나 방면 |

## 이용 현황
| 승차 인원 추이 | 승차 인원 추이      |
| 연도           | 하루 평균 승차 인원 |
| -------------- | ------------------- |
| 2000           | 4,437               |
| 2001           | 4,365               |
| 2002           | 4,348               |
| 2003           | 4,348               |
| 2004           | 4,328               |
| 2005           | 4,282               |
| 2006           | 4,253               |
| 2007           | 4,282               |
| 2008           | 4,339               |
| 2009           | 4,178               |
| 2010           | 4,166               |

## 역 주변
- 후지야 마마다 점
- 도치기 은행 마마다 지점
- JA 오야마 마마다 지점
- 오야마 시립 박물관
- 오야마 시 소방본부 마마다 분서
- 우쓰노미야 시 국도 사무소 오야마 출장소
- 오렌지 전기 마마다 공장

## 인접 정차역
| 동일본 여객철도 도호쿠 본선 | 동일본 여객철도 도호쿠 본선    | 동일본 여객철도 도호쿠 본선 |
| --------------------------- | ------------------------------ | --------------------------- |
| 노기 아타미 방면            | ■ 보통 ■ 쇼난 신주쿠 라인 보통 | 오야마 구로이소 방면        |